# Glacier Express
A Glacier Express egy Svájcban közlekedő vonat. Zermattból közlekedik St. Moritzba vagy Davos Platzba (csak nyáron). Ez a leghíresebb svájci vonatút. A vonat nem expressz, a hegyek miatt csak lassan tud haladni. Ez a leglassabb expressz az egész világon.

## Utazás
Az utazás a Glacier Expressen kb. 7 és fél óra, miközben a vonat áthalad 291 hídon, 91 alagúton. A vonat a Matterhorn-Gotthard-Bahn (azelőtt a Brigg-Visp-Zermatt Railway és a Furka-Oberalp Railway) és az RhB vonalán közlekedik. Egyes szakaszokon fogasléces szakaszok is vannak.

## Képgaléria

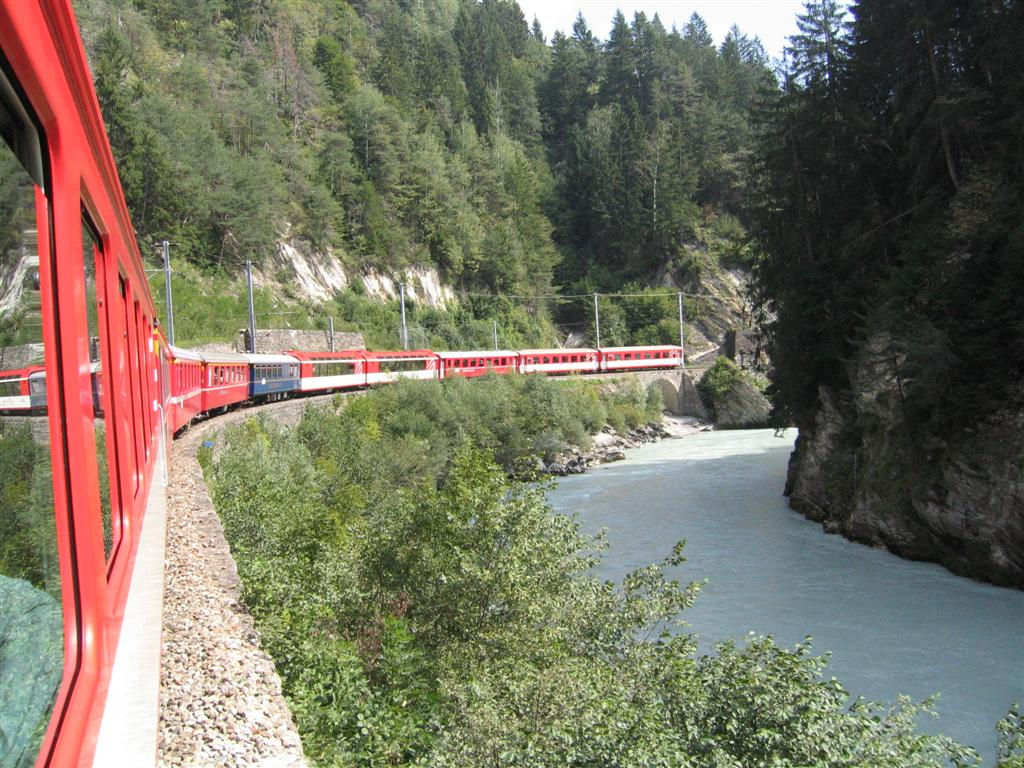
A Hochwasser-ív az Elő-Rajna szurdokában Reichenau-Tamins és Trin között
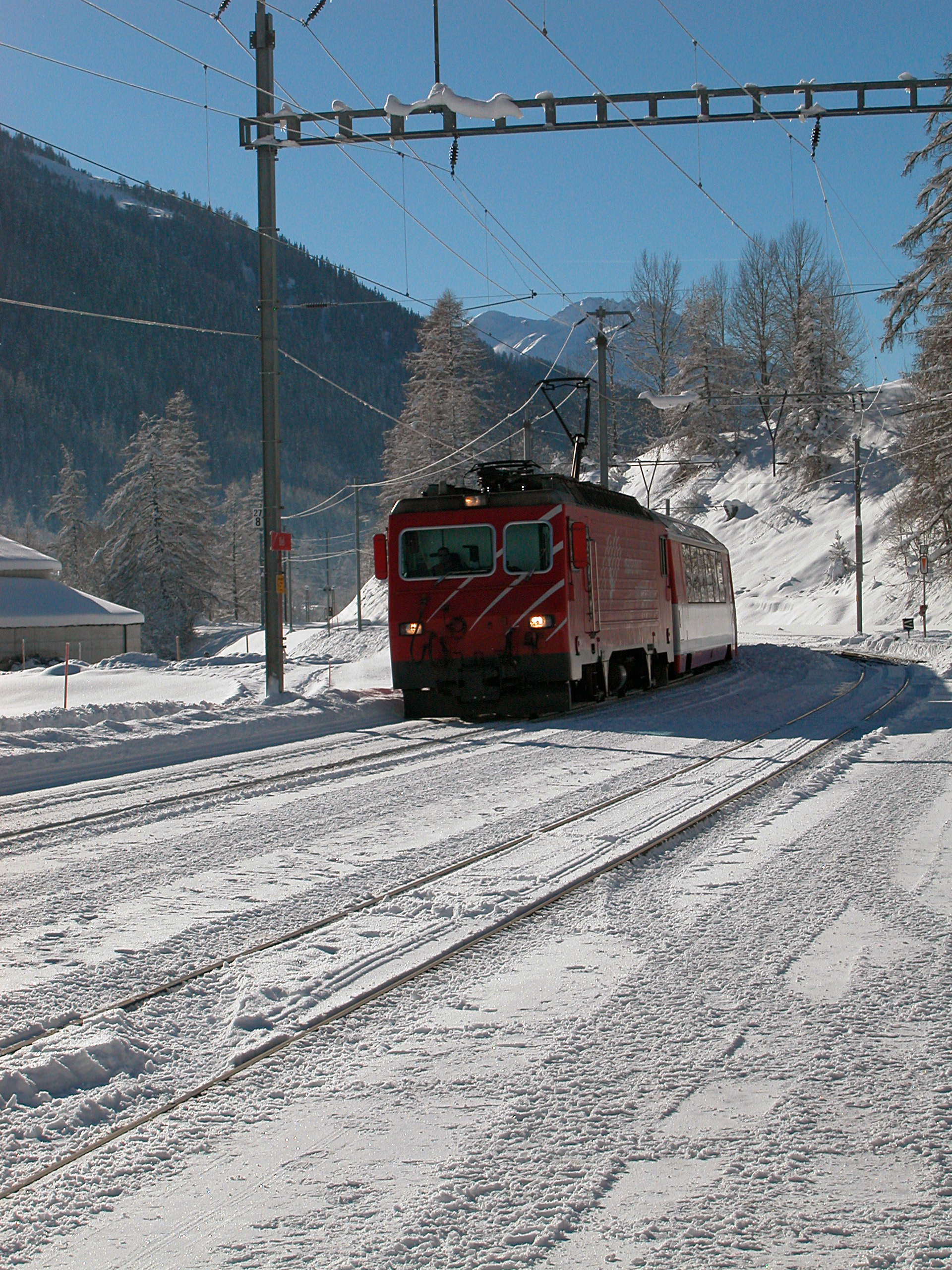
Matterhorn-Gotthard-Bahn
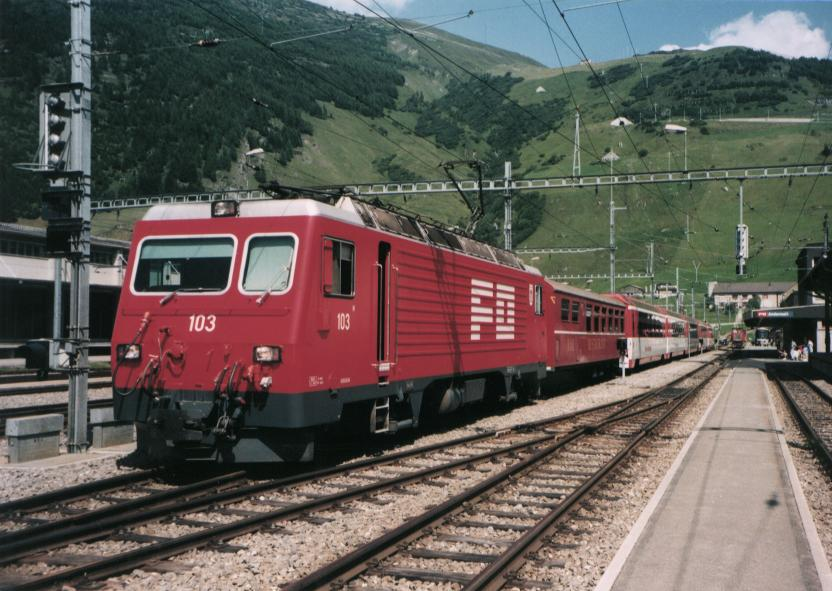
Glacier Express Andermattban
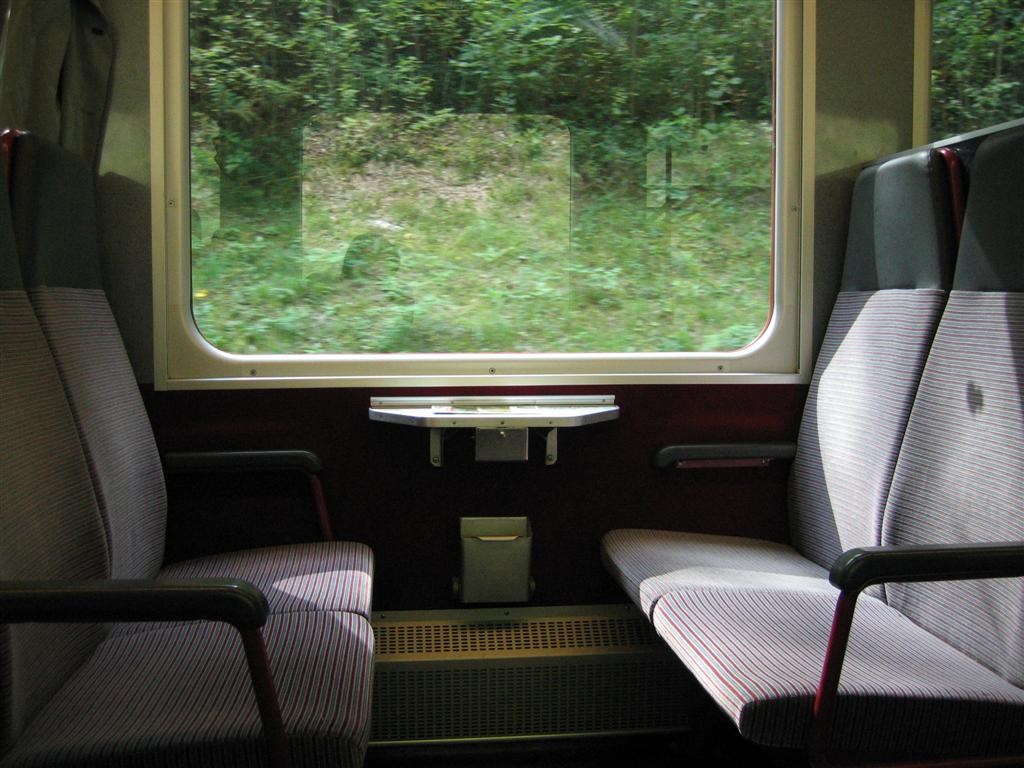
A vonatban
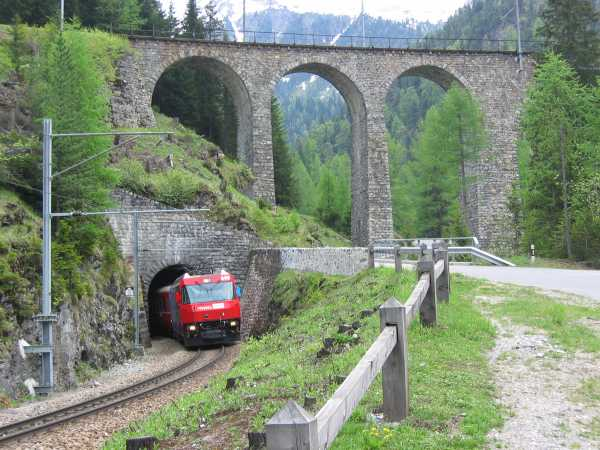
A Glacier Express elhagy egy alagutat Bergün és Preda között Graubündenban
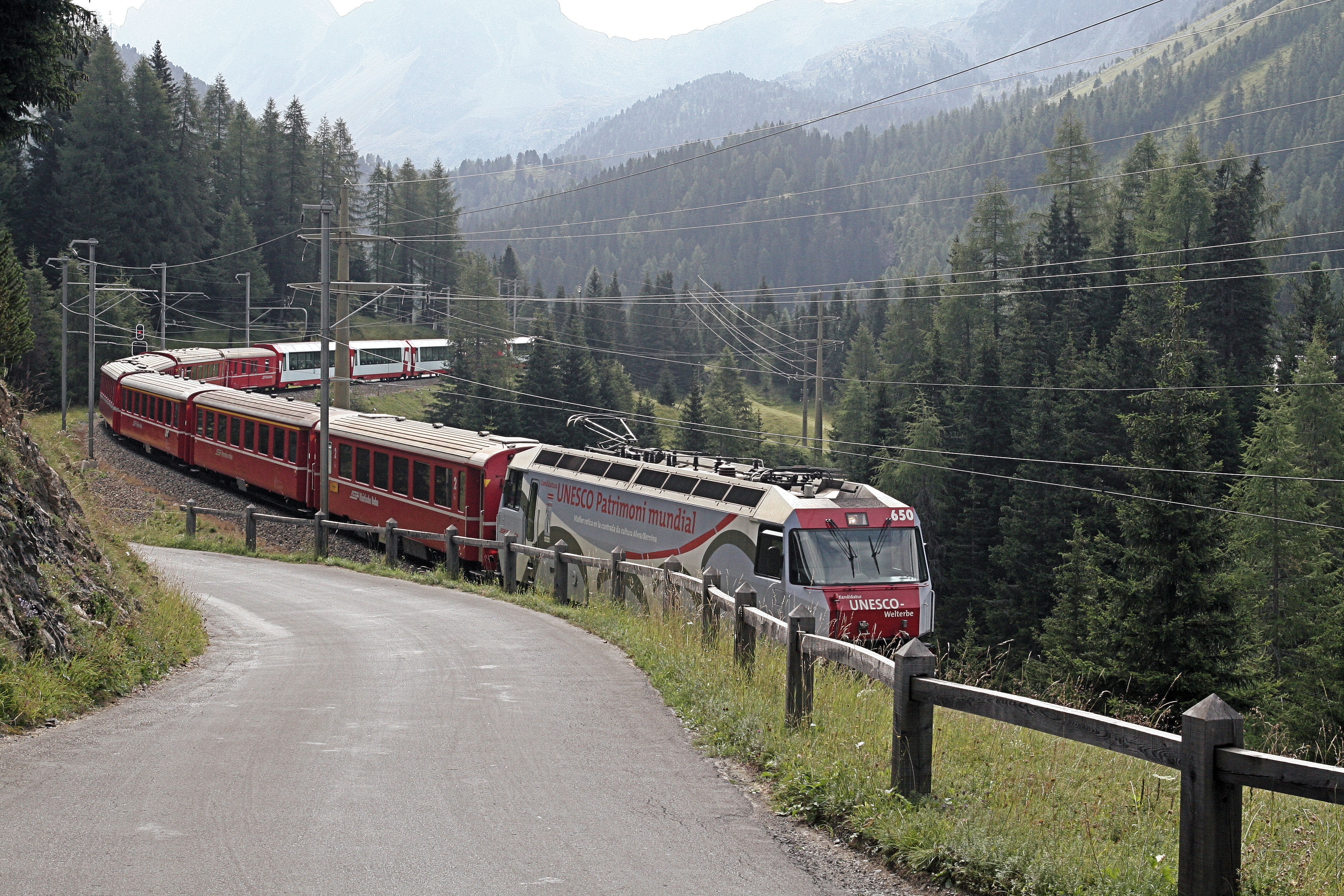
Glacier Express Preda közelében
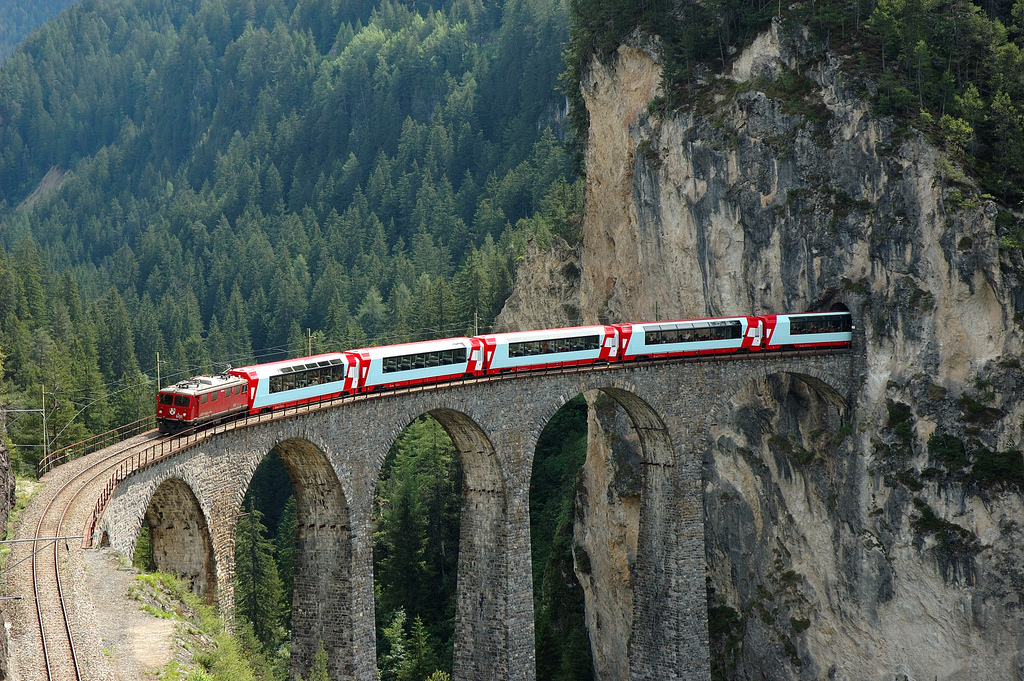
A Landwasserviadukt

## Lásd még
- Bernina Express
- Svájci-Alpok

## Videók
- Alpenreise im Glacier-Express. Eine Traumreise mit dem langsamsten Schnellzug der Welt durch die Schweiz, Gera-Nova-Verl., München, 2002, ISBN 3-89724-502-7 (1 DVD)
- Detlef Klein: FotoReise-CD Glacier-Express; herausgegeben von BahnGalerie
- SWR: Eisenbahn-Romantik – Glacier-Express (Folge 251)
- SWR: Eisenbahn-Romantik – 75 Jahre Glacier Express (Folge 565)
- SWR: Eisenbahn-Romantik – Glacier-Express Teil I (Folge 301)
- SWR: Eisenbahn-Romantik – Glacier-Express Teil II (Folge 316)
- SWR: Eisenbahn-Romantik – Glacier-Express Teil III (Folge 328)